# Flachheit (Systemtheorie)
Flachheit in der Systemtheorie ist eine Systemeigenschaft, die den Begriff der Steuerbarkeit linearer Systeme auf nichtlineare Systeme ausweitet. Ein System, das die Flachheitseigenschaft besitzt, heißt flaches System. Flache Systeme besitzen einen Ausgang, so dass alle Zustands- und Eingangsgrößen sich vollständig anhand dieses flachen Ausgangs und einer endlichen Zahl seiner Zeitableitungen beschreiben lassen.

## Definition
Ein nichtlineares dynamisches System
{\displaystyle {\dot {\mathbf {x} }}(t)=\mathbf {f} (\mathbf {x} (t),\mathbf {u} (t)),\quad \mathbf {x} (0)=\mathbf {x} _{0},\quad \mathbf {u} (t)\in R^{m},\quad \mathbf {x} (t)\in R^{n},{\text{Rang}}{\frac {\partial \mathbf {f} (\mathbf {x} ,\mathbf {u} )}{\partial \mathbf {u} }}=m}
heißt flach, wenn es einen (virtuellen) Ausgang
{\displaystyle \mathbf {y} (t)=(y_{1}(t),...,y_{m}(t))}
gibt, der die folgenden Bedingungen erfüllt:
- Die Größen {\displaystyle y_{i},i=1,...,m} lassen sich als Funktion der Zustände {\displaystyle x_{i},i=1,...,n} und Eingänge {\displaystyle u_{i},i=1,...,m} und einer endlichen Zahl von Zeitableitungen {\displaystyle u_{i}^{(k)},k=1,...,\alpha _{i}} ausdrücken: {\displaystyle \mathbf {y} =\Phi (\mathbf {x} ,\mathbf {u} ,{\dot {\mathbf {u} }},...,\mathbf {u} ^{(\alpha )})}.

- Die Zustände {\displaystyle x_{i},i=1,...,n} bzw. Eingangsgrößen {\displaystyle u_{i},i=1,...,m} lassen sich als Funktion der {\displaystyle y_{i},i=1,...,m} und einer endlichen Zahl derer Zeitableitungen {\displaystyle y_{i}^{(k)},i=1,...,m} ausdrücken.

- Die Komponenten von {\displaystyle \mathbf {y} } sind differentiell unabhängig, d. h., sie erfüllen keine Differentialgleichung der Form {\displaystyle \phi (\mathbf {y} ,{\dot {\mathbf {y} }},\mathbf {y} ^{(\gamma )})=\mathbf {0} }.

Sind diese Bedingungen mindestens lokal erfüllt, so heißt der möglicherweise fiktive Ausgang flacher Ausgang und das System heißt (differentiell) flach.
Bemerkung: Falls {\displaystyle n=m} gilt ist die dritte Bedingung immer erfüllt.

## Bezug zur Steuerbarkeit linearer Systeme
Ein lineares System
{\displaystyle {\dot {\mathbf {x} }}(t)=\mathbf {A} \mathbf {x} (t)+\mathbf {B} \mathbf {u} (t),\quad \mathbf {x} (0)=\mathbf {x} _{0}}
ist genau dann flach, wenn es steuerbar ist. Für lineare Systeme sind beide Eigenschaften also äquivalent und austauschbar.

## Bedeutung
Die Flachheitseigenschaft ist für die Analyse und Synthese nichtlinearer dynamischer Systeme nützlich. Sie ist besonders vorteilhaft für die Trajektorienplanung und asymptotische Folgeregelung nichtlinearer Systeme.